# Мођа-Стра (Верона)
Мођа-Стра је насеље у Италији у округу Верона, региону Венето.
Према процени из 2011. у насељу је живело 59 становника. Насеље се налази на надморској висини од 18 м.